# Arguin
Arguin (in portoghese Arguim, in arabo أرغين‎? Ergan) è un'isola della costa occidentale della Mauritania, nella Baia di Arguin. L'isola è lunga sei km e si trova nel Parco nazionale del banco di Arguin.

## Storia coloniale
Passata di mano in mano per diversi secoli a causa della sua importante posizione strategica, Arguin venne esplorata da un europeo per la prima volta nel 1443, quando vi arrivò il portoghese Nuno Tristão. Due anni dopo il re Enrico il Navigatore fece dell'isola un'importante base per commercio degli schiavi e della coltivazione della gomma arabica grazie a Diego Gomes. Nel 1455 passò nei pressi del forte Alvise Cadamosto, il navigatore veneziano al servizio dei portoghesi che partito da Capo San Vincenzo arrivò fino al Gambia.

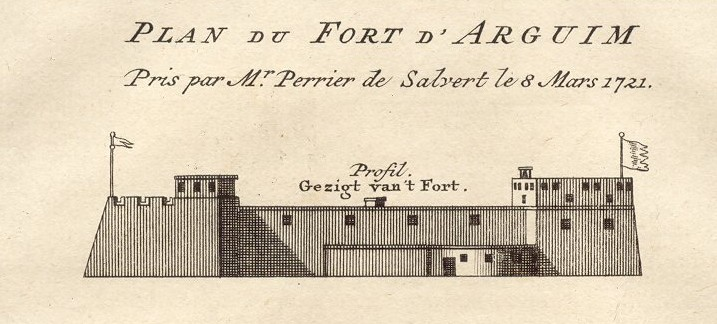
Il forte olandese di Arguin nel 1721.

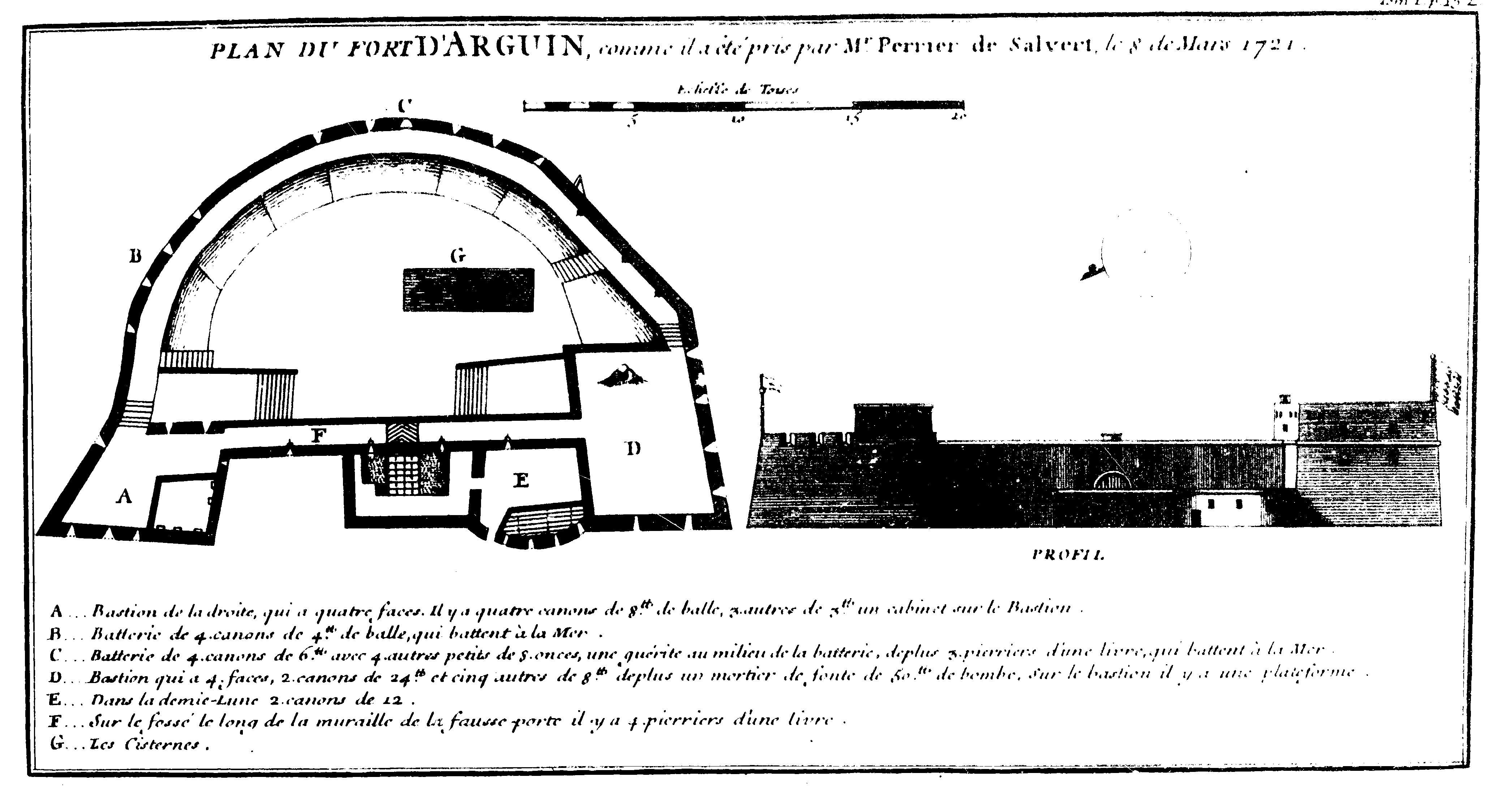
Pianta del forte olandese di Arguin nel 1721.

Nel 1633 Arguin passò ai Paesi Bassi che, impegnati nella logorante guerra con l'Impero spagnolo, la tennero fino al 1678, eccezion fatta nel 1665, quando l'isola passò per un brevissimo periodo sotto il controllo britannico. Dopo il 1678 Arguin divenne un possedimento della Francia, che però l'abbandonò attorno al 1685. Arrivarono così i brandeburghesi che la usarono come base commerciale fino al 1721, anno in cui l'isola ritornò sotto il controllo francese che durò fino al 1960, anno in cui la Mauritania divenne indipendente, salvo due brevi interruzioni, una nel 1724 quando gli olandesi se ne impossessarono, e un'altra quattro anni dopo quando fu presa da alcune tribù mauritane.